# Maciej Zaremba

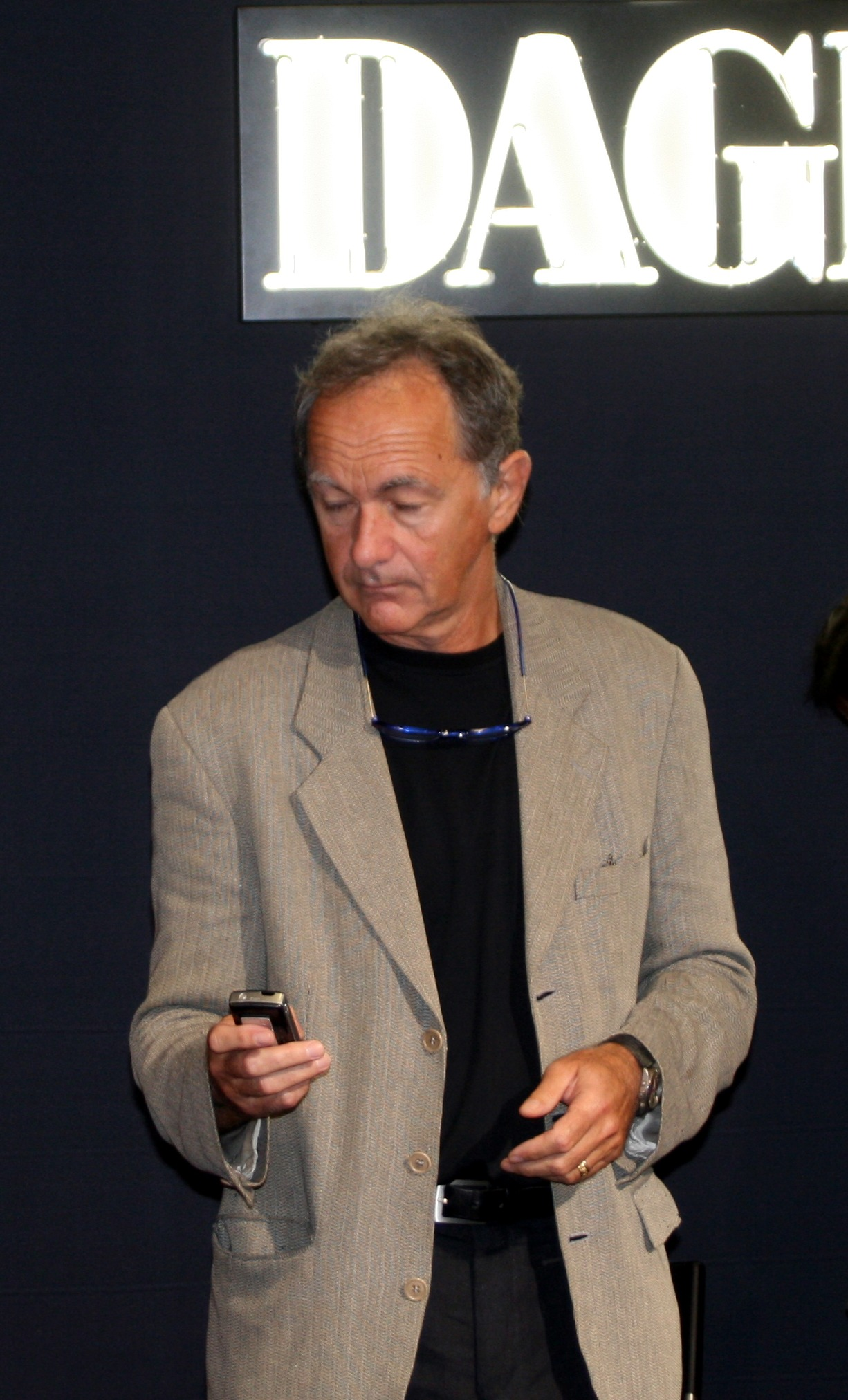
Maciej Zaremba auf der Göteborger Buchmesse 2010

Maciej Zaremba (* 12. März 1951 in Poznań (Polen)) ist ein schwedischer Journalist und Autor, seit 1989 Mitarbeiter der Kulturredaktion von Dagens Nyheter.

## Leben
Zaremba kam 1969 aus Polen nach Schweden. In seiner Jugend war er Mitglied des Förbundet Kommunist, mit dessen Niedergang wandte er sich auch vom Kommunismus ab.
Zaremba studierte u. a. Geschichte und Ideengeschichte. Er schrieb früher für die Zeitschrift Moderna tider und betätigt sich heute als freier Journalist. Eine größere Anzahl Reportageserien verfasste er für Dagens Nyheter, darunter die Aufmerksamkeit erregende Serie über Zwangssterilisierungen in Schweden während der 1930er und 1940er Jahre.
2005 schrieb er eine Reportageserie unter dem Titel Den polske rörmokaren (dt. etwa: Der polnische Klempner) über den Vaxholmkonflikt. Zaremba zufolge zeigen sich dort Protektionismus und Fremdenfeindlichkeit in der schwedischen Gewerkschaftsbewegung („fackföreningen“).
Zaremba hat auch den Ausdruck „brunvänster“ (etwa: „braune Linke“) geschaffen. Er ist zudem Übersetzer polnischer Literatur ins Schwedische.
Seit 1982 ist Maciej Zaremba mit der Verfasserin Agneta Pleijel verheiratet.

## Bibliographie
- Den polske rörmokaren och andra berättelser från Sverige, Norstedts, Stockholm 2006, ISBN 91-1-301606-7
- Kyrkan & friheten : en debattbok om den fria Svenska kyrkans identitet och demokrati, Cordia, Göteborg 2000, ISBN 91-86082-88-4
- De rena och de andra : om tvångssteriliseringar, rashygien och arvsynd, Dagens Nyheter, Stockholm 1999, ISBN 91-7588-328-7